# Tombe des Reliefs
La tombe des Reliefs (en italien, Tomba dei Rilievi) est une tombe étrusque à hypogée de la nécropole de Banditaccia à Cerveteri.

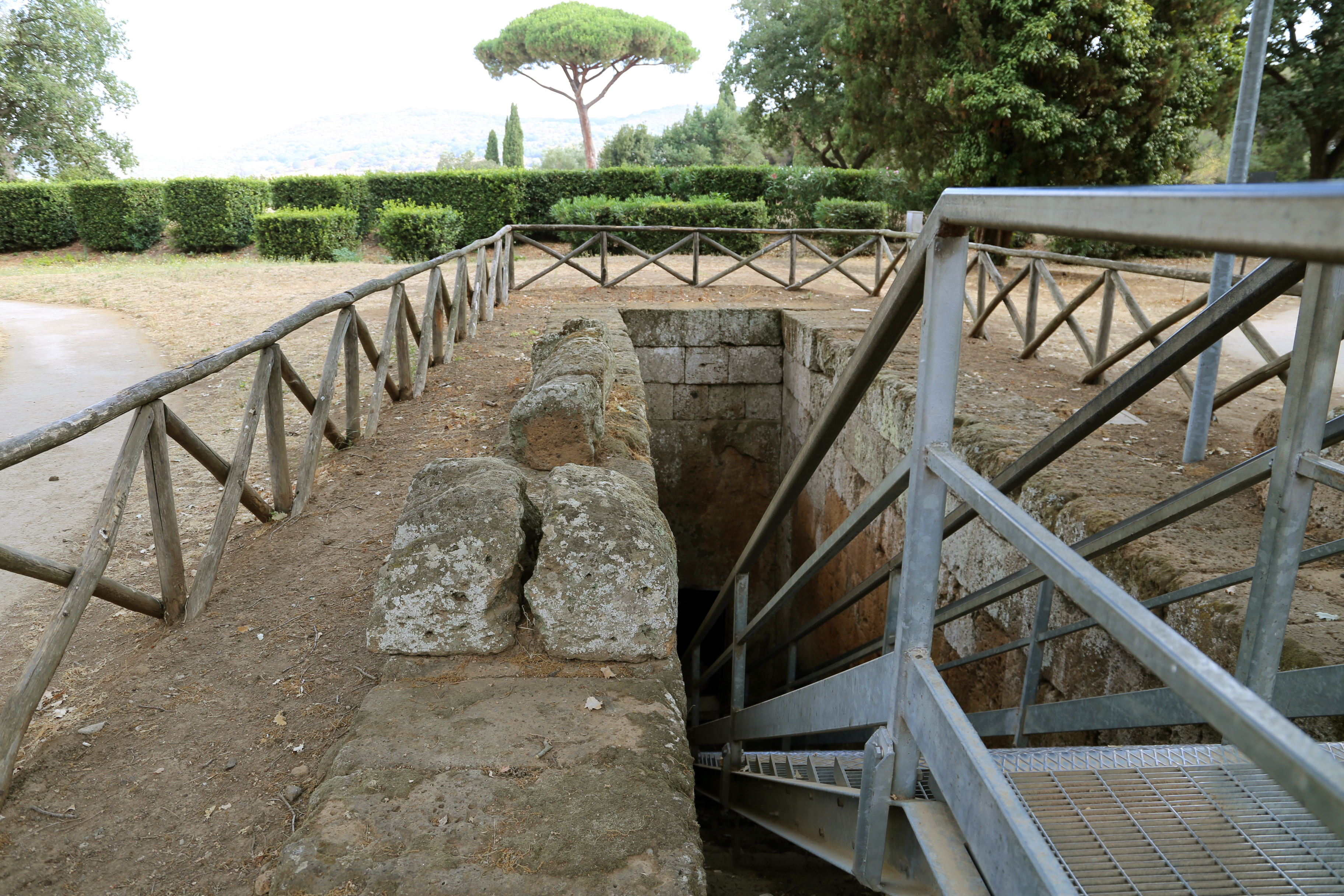
Entrée aménagée suivant le dromos d'origine.

## Description
La tombe, qui date du IVe siècle av. J.-C., a appartenu à la famille Matunas. Elle est  accessible par un long dromos qui aboutit à un vestibule (une chambre a camera, à voûte à deux pentes et poutre faîtière simulée) de 6,5 × 7,8 m, complétée de deux colonnes à chapiteaux éolique. 
Les emplacements sont nombreux : 13 doubles niches funéraires rouges et une saillie sculptée réservant un espace supplémentaire pour 34 corps.
Les bas-reliefs en stuc représentent divers objets : armes, objets de culte ou de la vie quotidienne chez les Étrusques : fronde, chariot, ratelier à couteaux, hache, coutelas, broches à rôtir, tenailles, pinces, bourse de cuir, houlettes de berger...

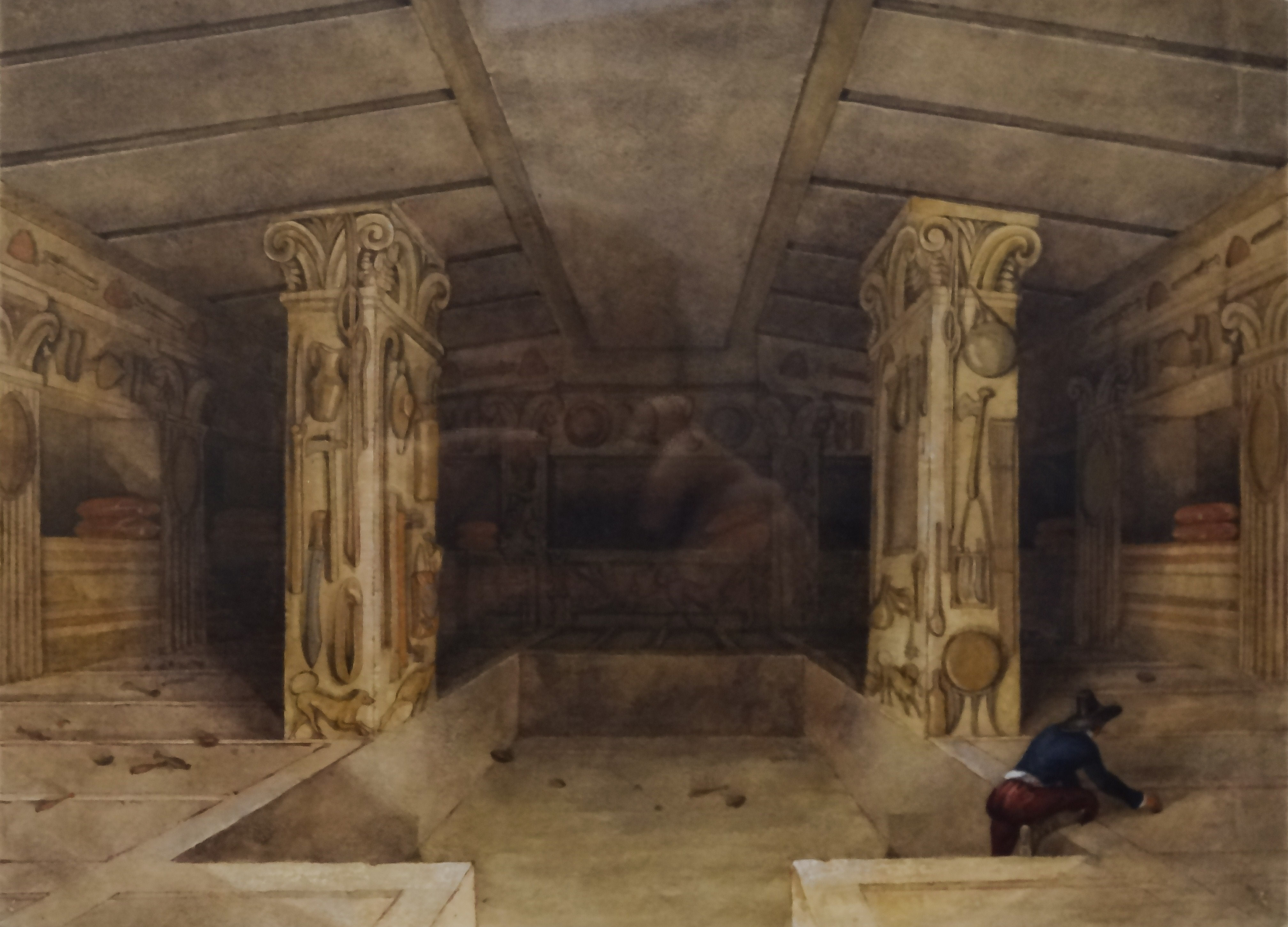
Vue d'artiste par Samuel James Ainsley, vers 1847-1848.
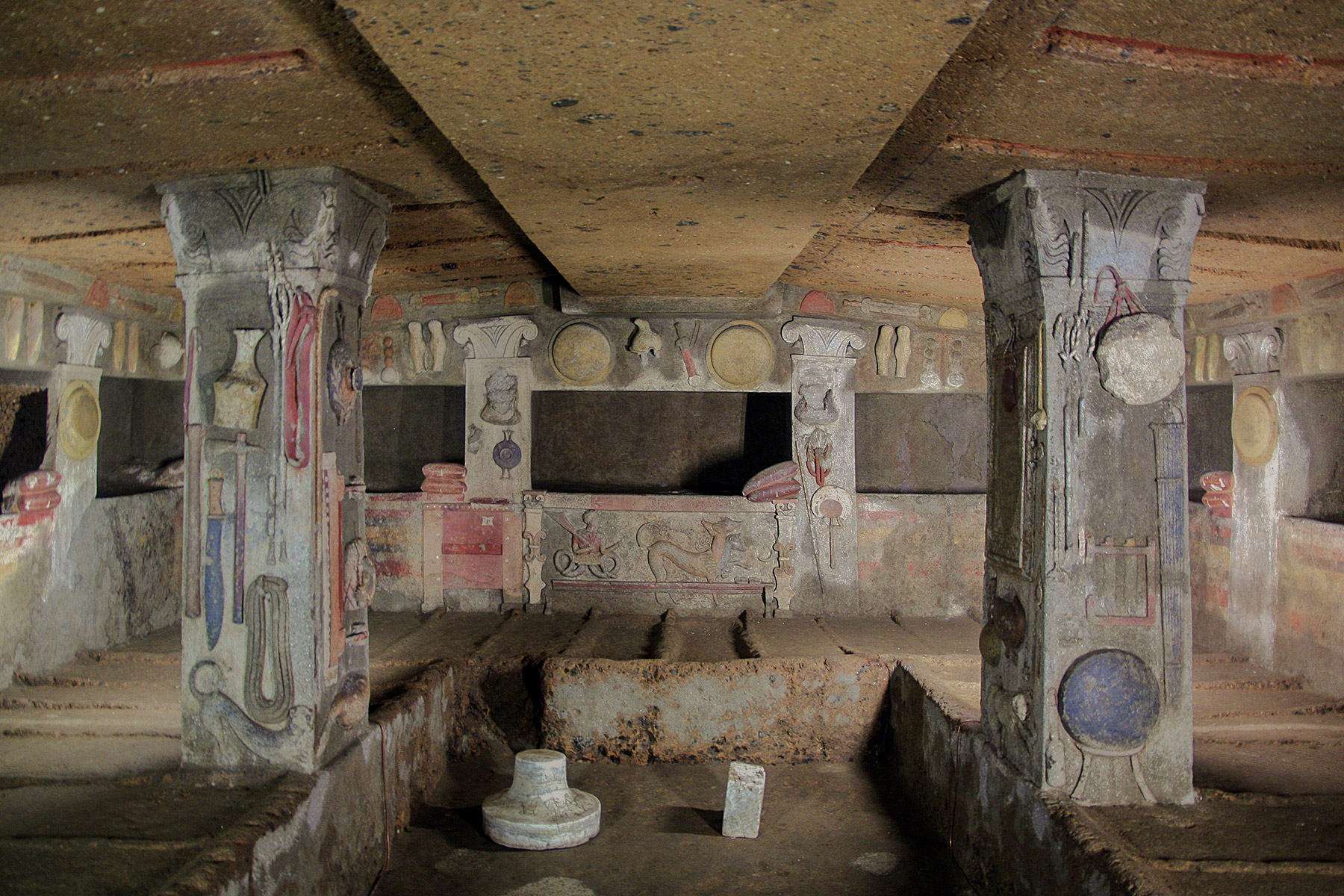
Intérieur de la tombe, éclairage adouci.